# Авдеевский сельсовет (Тамбовская область)
Авде́евский сельсове́т — муниципальное образование в составе Тамбовского района Тамбовской области России.
Центр — село Авдеевка.

## История
В соответствии с Законом Тамбовской области от 17 сентября 2004 года № 232-З установлены границы муниципального образования и статус сельсовета как сельского поселения.

## Население
| 2010  | 2012  | 2013  | 2014  | 2015  | 2016  | 2017  |
| ----- | ----- | ----- | ----- | ----- | ----- | ----- |
| 1610  | ↗2902 | ↘2853 | ↘2834 | ↘2716 | ↘2649 | ↘2553 |
| 2018  | 2019  | 2020  | 2021  |       |       |       |
| ↘2493 | ↘2409 | ↘2345 | ↗2366 |       |       |       |

## Состав сельского поселения
| №  | Населённый пункт | Тип населённого пункта       | Население |
| -- | ---------------- | ---------------------------- | --------- |
| 1  | Авдеевка         | село, административный центр | ↗1396     |
| 2  | Александровка    | деревня                      | ↘157      |
| 3  | Андреевка        | деревня                      | 19        |
| 4  | Большая Матыра   | село                         | ↘132      |
| 5  | Дмитриевка       | деревня                      | 22        |
| 6  | Дмитровка        | деревня                      | 7         |
| 7  | Дубровка         | село                         | ↗508      |
| 8  | Иванково         | село                         | →499      |
| 9  | Климиновка       | деревня                      | 13        |
| 10 | Краснополье      | село                         | 58        |
| 11 | Николаевка       | деревня                      | 25        |
| 12 | Троицкий         | посёлок                      | 0         |
| 13 | Черняевка        | деревня                      | 50        |
| 14 | Шкарино          | деревня                      | 8         |